# Ивичест тунец
Ивичестият тунец (Katsuwonus pelamis) е вид бодлоперка от семейство Scombridae. Видът не е застрашен от изчезване.

## Разпространение
Разпространен е в Австралия, Американска Самоа, Американски Вирджински острови, Ангола, Ангуила, Антигуа и Барбуда, Аруба, Асенсион и Тристан да Куня, Бангладеш, Барбадос, Бахамски острови, Белгия, Белиз, Бенин, Бермудски острови, Бонер, Бразилия, Британски Вирджински острови, Бруней, Вануату, Великобритания, Венецуела, Виетнам, Габон, Гамбия, Гана, Гваделупа, Гватемала, Гвиана, Гвинея, Гвинея-Бисау, Германия, Гибралтар, Гренада, Гуам, Демократична република Конго, Джибути, Доминика, Доминиканска република, Еквадор, Екваториална Гвинея, Йемен, Индия, Индонезия, Иран, Ирландия, Испания, Италия, Кабо Верде, Кайманови острови, Камбоджа, Камерун, Канада, Кения, Кирибати, Китай, Кокосови острови, Колумбия, Коморски острови, Коста Рика, Кот д'Ивоар, Куба, Кюрасао, Либерия, Мавритания, Мавриций, Мадагаскар, Малайзия, Малдиви, Малки далечни острови на САЩ, Малта, Мароко, Мартиника, Маршалови острови, Мексико, Мианмар, Микронезия, Мозамбик, Монако, Монсерат, Намибия, Науру, Нигерия, Нидерландия, Никарагуа, Ниуе, Нова Зеландия, Нова Каледония, Обединени арабски емирства, Оман, Остров Норфолк, Остров Рождество, Остров Света Елена, Острови Кук, Пакистан, Палау, Панама, Папуа Нова Гвинея, Перу, Португалия, Провинции в КНР, Пуерто Рико, Реюнион, Саба, Салвадор, Самоа, Сао Томе и Принсипи, САЩ, Свети Мартин, Северни Мариански острови, Сейнт Винсент и Гренадини, Сейнт Китс и Невис, Сейнт Лусия, Сейшели, Сен Естатиус, Сенегал, Сиера Леоне, Сингапур, Синт Мартен, Словения, Соломонови острови, Сомалия, Суринам, Тайван, Тайланд, Танзания, Того, Токелау, Тонга, Тринидад и Тобаго, Тувалу, Търкс и Кайкос, Уолис и Футуна, Уругвай, Фиджи, Филипини, Франция, Френска Гвиана, Френска Полинезия, Хаити, Хондурас, Хонконг, Чили, Швеция, Шри Ланка, Южна Африка, Ямайка и Япония.